# Austin 60
Der Austin 60 hp war der erste Sechszylinder-Pkw, den die Austin Motor Cie. herausbrachte. Der Wagen besaß Zylinder und Kurbelwelle des kleineren Austin 40 hp, allerdings mit sechs Kurbeln. Dadurch ergab sich ein Hubraum von 8764 cm³ – der größte jemals bei einem Austin-Motor realisierte.
Es gab Fahrgestelle mit kürzerem und längerem Radstand; beide wurden für viersitzige Tourenwagen genutzt.
Noch im Laufe des Jahres 1910 erschien das zweite Sechszylindermodell 50 hp als Nachfolger.